# Comptador Coulter

Principi de Coulter: la caiguda de corrent transitòria és proporcional al volum de la partícula.

Un comptador Coulter és un aparell per comptar i dimensionar partícules suspeses en electròlits. El principi Coulter i el comptador Coulter que es basa en ell és el terme comercial per a la tècnica coneguda com a detecció de polsos resistius o detecció de zones elèctriques.

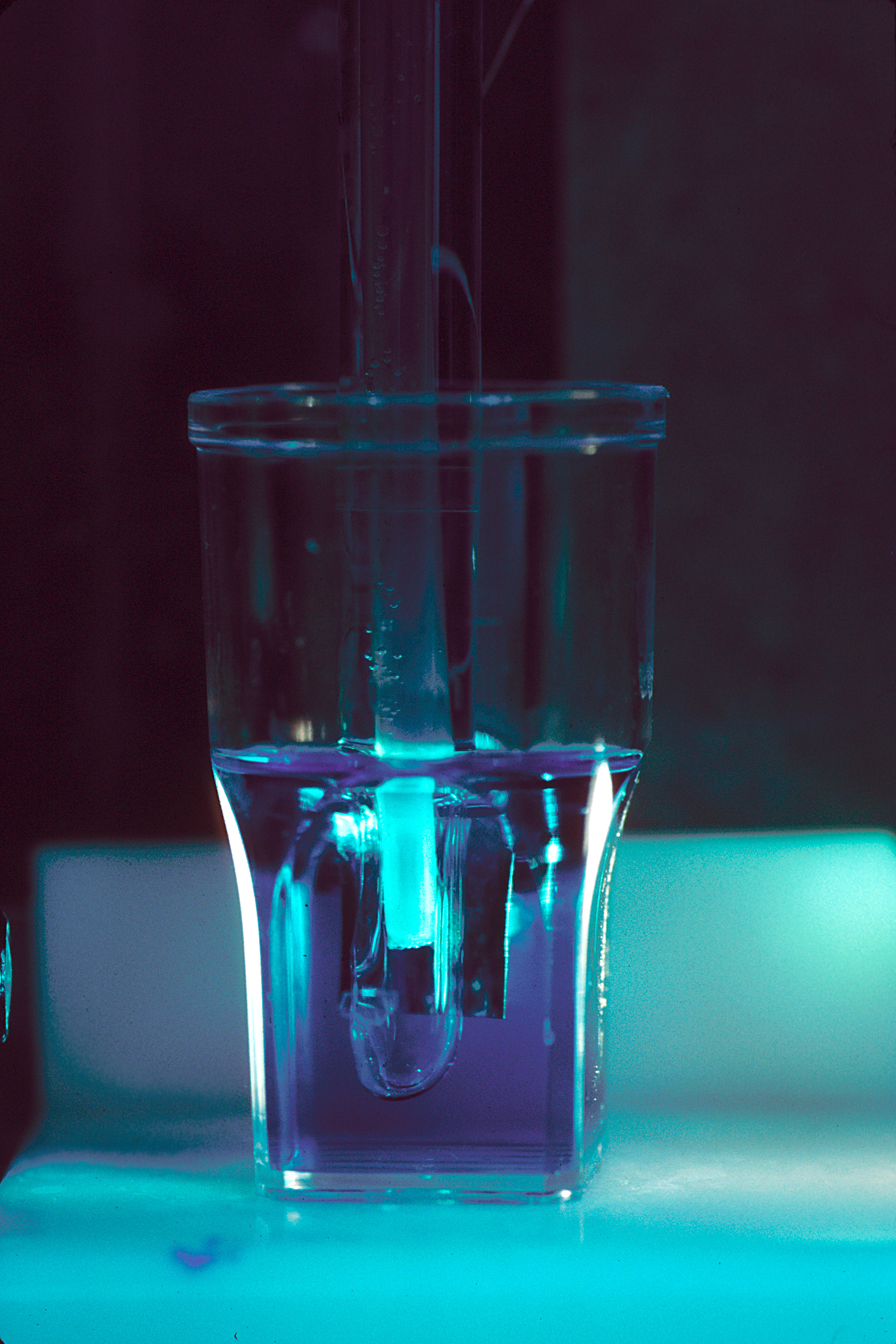
La punta d’un comptador de Coulter, que s'utilitza per comptar les cel·les, es submergeix en una solució tampó en un got.

Un comptador típic de Coulter té un o més microcanals que separen dues cambres que contenen solucions d'electròlits. A mesura que les partícules o cèl·lules que contenen fluids passen a través de cada microcanal, cada partícula provoca un breu canvi en la resistència elèctrica del líquid. El comptador detecta aquests canvis en la resistència elèctrica.
El principi de Coulter estableix que les partícules travessades per un orifici, concurrents amb un corrent elèctric, produeixen un canvi d'impedància que és proporcional al volum de la partícula que travessa l'orifici. Aquest pols en impedància prové del desplaçament de l'electròlit provocat per la partícula. El principi Coulter va rebre el nom del seu inventor, Wallace H. Coulter. El principi ha tingut èxit comercial a la indústria mèdica, especialment en hematologia, on es pot aplicar per comptar i dimensionar les diferents cèl·lules que formen la sang sencera.
Les cèl·lules, al ser partícules poc conductores, alteren la secció transversal efectiva del microcanal conductor. Si aquestes partícules són menys conductores que el medi líquid circumdant, la resistència elèctrica a través del canal augmenta, fent que el corrent elèctric que passa pel canal disminueixi breument. En controlar aquests polsos en corrent elèctric, es pot comptar el nombre de partícules per a un volum determinat de fluid. La mida del canvi de corrent elèctric està relacionada amb la mida de la partícula, la qual cosa permet mesurar una distribució de mida de partícula, que es pot correlacionar amb la mobilitat, la càrrega superficial i la concentració de les partícules.

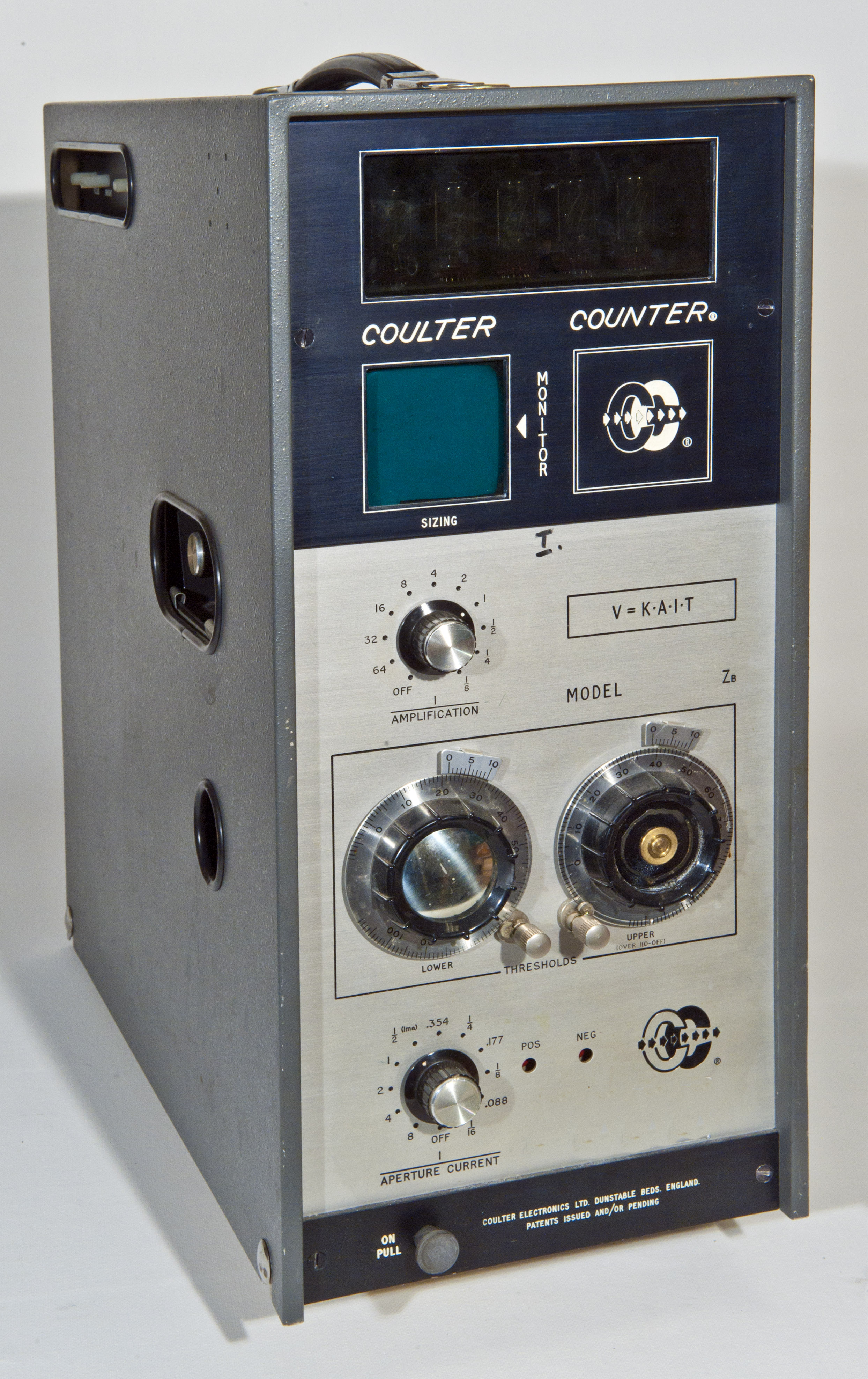
Comptador Coulter de Coulter Electronics Ltd.

El comptador Coulter és un component vital del laboratori hospitalari actual. La seva funció principal és l'anàlisi ràpida i precisa dels recomptes sanguinis complets (sovint anomenat CBC). El CBC s'utilitza per determinar el nombre o la proporció de glòbuls blancs i vermells del cos. Anteriorment, aquest procediment consistia a preparar un frotis de sang perifèrica i comptar manualment cada tipus de cèl·lula sota un microscopi, un procés que normalment durava mitja hora.
Els comptadors de coulter tenen una gran varietat d'aplicacions, com ara pintura, ceràmica, vidre, metalls fosos i fabricació d'aliments. També s'utilitzen habitualment per al control de qualitat.
Un comptador Coulter va tenir un paper important en el desenvolupament del primer classificador de cèl·lules, i va participar en els primers dies del desenvolupament de la citometria de flux. Encara avui, alguns citòmetres de flux utilitzen el principi Coulter per proporcionar informació molt precisa sobre la mida i el recompte de cèl·lules.